# Heinz Erich Eisenhuth
Heinz Erich Eisenhuth (* 8. Mai 1903 in Frankfurt am Main; † 26. Juli 1983 in Pferdsdorf/Werra) war ein deutscher evangelischer Theologe.

## Leben
Heinz Erich Eisenhuth studierte von 1922 bis 1926 Theologie in Rostock, Tübingen und Berlin und wurde 1927 Lic.theol. in Berlin. Seinen Bildungsweg setzte er fort mit dem Studium der Philosophie in Frankfurt am Main, wo er 1929 zum Dr. phil promoviert wurde. Seit 1927 war er Vikar in verschiedenen Landgemeinden, 1928 Stadtvikar in Frankfurt/Main, 1931 Privatdozent in Leipzig, wo er Dr. theol. habil. wurde.
Zum 1. Mai 1933 trat Eisenhuth der NSDAP bei (Mitgliedsnummer 2.993.000). In Leipzig erhielt er 1935 einen Lehrauftrag für Religionsphilosophie und Sozialethik. Im Jahre 1936 wurde er Lehrstuhlvertreter für Systematische Theologie in Jena. Er trat der NS-Kirchenbewegung Deutsche Christen bei und wurde einer ihrer führenden Repräsentanten. Von 1937 bis 1945 war Eisenhuth ordentlicher Professor für Systematische Theologie. Seit 1939 arbeitete er zusätzlich in Eisenach am Institut zur Erforschung und Beseitigung des jüdischen Einflusses auf das deutsche kirchliche Leben mit. In dieser Funktion forderte er 1941 in einem antisemitischen Gutachten über die Stellung getaufter Juden in der Kirche, „Judenchristen“ […] „als Feinde des Reiches von jeder Form gottesdienstlicher Gemeinschaft“ und seelsorglicher Betreuung durch deutsche Pfarrer auszuschließen. Von Frühjahr bis Sommer 1943 übernahm er kommissarisch die Leitung des Instituts.
Seit Ende Juni 1943 diente Eisenhuth freiwillig als Soldat in der Wehrmacht.
Nachdem er 1945 aus dem Universitätsdienst entlassen worden war, wurde er 1946 zunächst kommissarisch, später im Hauptamt Pfarrer in Jena-Zwätzen. 1952 wurde er Superintendent in Eisenach. Anders als in der Forschungsliteratur bisweilen behauptet wird, übernahm er jedoch nie die Leitung der Evangelischen Akademie Thüringen. Er gehörte aber zeitweise der Synode an und erhielt mehrere Lehraufträge am Theologischen Seminar Leipzig.
Nachdem er 1967 in den Wartestand getreten war, ging er 1969 in den Ruhestand.

## Werke
- Die Entwicklung des Problems der Glaubensgewißheit bei Karl Heim. Göttingen 1928
- Die Bedeutung der Bibel für den Glauben. Verbandsmitteilungen des Instituts zur Erforschung des jüdischen Einflusses auf das deutsche kirchliche Leben, Nr. 2–3, Jena 1940, S. 49–53
- Zur Frage der Beteiligung der Judenchristen am christlichen Gottesdienst. 1940
- Gottesdienst und Gotteshaus. Das kultische Raumproblem der Kirche im Zusammenhang mit der Baustilgeschichte und der Liturgie. Jena 1953
- Gelobt sei deine Treue. Lieder der Kirche und ihre Dichter. Jena 1956
- Der moderne Mensch und sein Glaube. Berlin 1963
- Der Christ in der Gemeinschaft. Zurüstung für den seelsorgerlichen Dienst. Berlin 1966